# Passo del Muretto
Passo del Muretto är ett bergspass i Schweiz, på gränsen till Italien.   Det ligger i regionen Maloja och kantonen Graubünden, i den sydöstra delen av landet, 190 km öster om huvudstaden Bern. Passo del Muretto ligger 2 572 meter över havet.
Terrängen runt Passo del Muretto är bergig. Runt Passo del Muretto är det ganska glesbefolkat, med 50 invånare per kvadratkilometer.. Närmaste större samhälle är St. Moritz, 18,5 km norr om Passo del Muretto. 
Trakten runt Passo del Muretto består i huvudsak av gräsmarker.